# إدموند رايس
إدموند رايس (بالإنجليزية: Edmund Rice)‏ هو قاضي ومحامي وسياسي أمريكي، ولد في 14 فبراير 1819 في الولايات المتحدة، وتوفي في 11 يوليو 1889 في الولايات المتحدة. حزبياً، نشط في الحزب الديمقراطي. وقد انتخب عضو مجلس ولاية مينيسوتا وانتخب عضو مجلس نواب مينيسوتا وانتخب عضو مجلس النواب الأمريكي.